# Joe Malin
Joseph "Joe" Malin (sinh ngày 13 tháng 7 năm 1988 ở Bellshill) là một cầu thủ bóng đá người Scotland, thi đấu ở vị trí thủ môn cho Brora Rangers. Malin trước đó từng thi đấu cho Ross County và Elgin City.
Malin, tên gốc Malinauskas, là người gốc Lithuania. Ông của anh Vladas chuyển từ Litva đến Bellshill sau Thế chiến thứ II, nghĩa là anh có thể đại diện Lithuania ở cấp độ quốc tế.
Malin được Ross County giải phóng vào tháng 12 năm 2012. Ngày 18 tháng 6 năm 2013, Malin ký hợp đồng cho đội bóng Highland League Brora Rangers với hợp đồng 2 năm.